# Suddia
Suddia és un gènere monotípic de plantes de la família de les poàcies. que comprèn una única espècie originària d'Àfrica:  Suddia sagittifolia. Renvoize
Comprèn plantes perennes, erectes i rizomatoses, que arriben a fer entre 1,6 i 3 metres d'altura. Presenta un androceu amb 4 estams i un gineceu amb tres estigmes, plumbosos o -més generalment- pubescents. La inflorescència és una panícula.